# 낸시 브릴리
낸시 브릴리(Nancy Brilli, 1964년 4월 10일 ~ )는 이탈리아의 배우이다.

## 출연 작품
- 틸로 리베로 (2017)
- 애프터 러브 (2009)
- 크리스마스 크루즈 (2007)
- 축구 특공대 (1990)
- 데몬스 2 (1986)